# Le Petit Futé
«Малий розу́мник» (фр. Le Petit Futé) — серія путівників, яку заснували в 1976 році студенти французької Вищої школи комерції (фр. Hautes études commerciales) Домінік Озіас і Жан-П'єр Лабурдет. Перша книга серії вийшла в Нансі та присвячена цьому місту. Наступні видання серії, що виходили французькою мовою, описували визначні місця великих французьких, а потім і європейських міст. Станом на 2008 рік у серії вийшло більше ніж 400 книг. Книги є дешевими, і вся серія орієнтована на туристів, яких не цікавить глибоке вивчення теми. Описані лише основні визначні місця, і доволі поверхово. Путівники серії згруповані в декілька категорій: за містами, за регіонами, за країнами, а також тематичні. У Франції головним конкурентом є серія «Путівник туриста» (Guide du routard).
Останнім часом путівники серії перекладаються китайською, польською та російською мовами.

## Історія
Перше видання Petit Futé, путівника по адресах у місті Нансі, опублікували колишні студенти HEC Домінік Озіас і Жан-Поль Лабурдетт  у 1976 році. З самого початку компанія будувала свою комерційну стратегію на розміщенні рекламних вставок у своїх публікаціях.